# L'Espace de la révélation
L’Espace de la révélation (titre original : Revelation space) est un roman de science-fiction écrit par Alastair Reynolds en 2000 qui a été nommé pour le prix Arthur-C.-Clarke 2001. Il s’agit du premier roman du cycle des Inhibiteurs.

## Résumé
Sur la planète Resurgam, un archéologue, Dan Sylveste, membre d’une prestigieuse et riche famille, fait des recherches sur une espèce extraterrestre disparue depuis 900 000 ans, les Amarantins. Il s’intéresse particulièrement aux causes possibles de leur extinction brutale : L’Événement. Il doit également faire face à des problèmes politiques sur la planète entre les archéologues et les partisans de la terraformation de Resurgam.
Pendant ce temps, Ilia Volyova, une représentante de la caste des Ultras et membre d’équipage du gobe-lumen le Spleen de l'Infini (un vaisseau spatial géant), a des problèmes avec son nouveau sergent d’artillerie qui est devenu fou. Le vaisseau transporte également 40 armes de classe Enfer que l’équipage a trouvées dans une zone déserte de l’espace et qui ont un très grand pouvoir de destruction : elles peuvent faire exploser une étoile en supernova ou encore détruire des planètes entières. Le capitaine du vaisseau, John Brannigan est maintenu en hypothermie pour empêcher l’évolution de l’étrange maladie dont il est atteint : la pourriture fondante.
Le Spleen de l’Infini se dirige vers Resurgam pour tenter de récupérer Dan Sylveste, qui abrite son père, Calvin, mort mais sauvegardé sous forme de simulation numérique, seul capable de soigner le capitaine. Il est auparavant passé par la planète Yellowstone, où Ilia a recruté Ana Khouri, ancienne soldate originaire de Sky Edge (le Bout du Ciel), séparée accidentellement de son époux par 40 ans de voyages interstellaires. Mais Ana a pour mission secrète d’assassiner Sylveste.
L’intrigue se poursuit avec l’équipage qui doit faire face au mystérieux Voleur de Soleil, également présent dans la mythologie des Amarantins. Il y a des flash-backs des contacts passés de Sylveste avec différentes espèces extraterrestres : les Vélaires et les Schèmes Mystifs.
Enfin, il y a le voyage vers l’étoile à neutrons Hadès, toute proche du système de Resurgam.

## Principaux personnages
- Sur Resurgam en 2551 puis en 2561 et 2566
  - Dan Sylveste, archéologue et ancien directeur de la colonie de Resurgam, il est obsédé par ses recherches sur les Amarantins et l'Évenement qui a détruit leur civilisation il y a 900 000 ans.
  - Calvin Sylveste, père de Dan, décédé en 2390, il intervient par l'intermédiaire de sa simulation Béta, pour conseiller Dan.
  - Nils Girardieau, principal opposant à Dan Sylvestre à Cuvier sur Resurgam, inondationiste, il est partisan de la terraformation de Resurgam
  - Pascale Dubois, jeune journaliste de Cuvier, accompagnant Sylveste lors des fouilles archéologiques.
  - Alicia, ex-épouse de Dan Sylveste, elle a organisé une rébellion contre lui est partie de Resurgam avec le Globe-Lumen Lorean, qui avait amené les colons depuis Yellowstone 50 ans auparavant, son départ et celui de ses partisans a laissé Resurgam sans contact avec les autres colonies.
  - Gillian Sluka, cyborg, chargée de recherche au sein de l'équipe de Sylveste, elle est aussi inondationiste.
- L'équipage du gobe-lumen Spleen de l'Infini de 2543 à 2566
  - John Brannigan, capitaine du vaisseau, Ultra extrême, atteint de la Pourriture Fondante, et maintenu en vie par cryogénie.
  - Ilia Volyova, triumvira du gobe-lumen Spleen de l'Infini, elle n'est pas améliorée par des implants neuronaux ou technologiques.
  - Yuuji Sajaki, premier triumvir, un impitoyable samouraï Ultra
  - Abdul Hegazi, troisième triumivir, Ultra, lourdement amélioré par des implants mécaniques.
  - Boris Nagorny, artilleur psychopathe.
  - Sudjic et Kjarval, deux femmes Ultra, constituant l'équipage du vaisseau.
  - Le Voleur de Soleil, entité extra-terrestre clandestinement embarquée dans l'intelligence artificielle de la cache d'armes secrètes du vaisseau.
- Sur Yellowstone à Chasm City en 2524 et 2546.
  - Ana Khouri, ancienne militaire au Bout du Ciel, tueuse à gages pour les reality shows.
  - La Demoiselle, vit dans un palanquin qui la protège de la peste qui sévit à Yellowstone